# Istrabenz
Istrabenz er et slovensk holdingselskab og virksomhed indenfor fødevarer, investering, turisme og energi. I alt er der 73 datterselskaber i koncernen, som har hovedkvarter i Koper.
Istrabenz blev børsnoteret på Ljubljana Stock Exchange i 1997.